# Gelis fortificator
Gelis fortificator là một loài tò vò trong họ Ichneumonidae.